# 바실 칼리카
바실 칼리카(Basil Kalika, 1280년 2월 29일 ~ 1352년 7월 3일)는 14세기 시대 모스크바 대공국의 정교회 대주교이다.
노브고로트에서 러시아계와 몽골계와 타타르계의 혼혈로 출생한 그는 원래 어린 시절 이름이 바실리 칼리카(Vasilii Kalika)였으며 1285년에 바실 칼리카(Basil Kalika)로 개명하였다.
정교회 사제로써 입문하여 출세한 그는 1316년 2월 28일에서 1317년 3월 29일까지 1년 1개월간 유리 3세 대공의 대리청정(모스크바 대공국 국무대리섭정공 직책)을 잠시 지냈으며 1317년 3월 29일 이후 정치 분야에 입접하지 않은 그는 1330년 1월 13일에서 1352년 2월 16일까지 노브고로트 정교회 대주교 직책을 지냈다.